# Rogers Peak (Antarktika)
Der Rogers Peak ist ein 1520 m hoher Berg im Ellsworthgebirge des westantarktischen Ellsworthlands. In der Heritage Range ragt er an der Ostflanke der Mündung des Rennell-Gletschers in den Splettstoesser-Gletscher auf.
Ein Geologenteam der University of Minnesota, die hier zwischen 1963 und 1964 tätig war, nahm die Benennung vor. Namensgeber ist Der Geologe M. Alan Rogers, der in dieser Zeit die Hart Hills und die Whitmore Mountains erkundet hatte.